# Lepiota helveola
Lépiote helvéolée, Lépiote brune
Pour les articles homonymes, voir Lépiote brune.
Espèce
Lepiota helveola, la Lépiote brune, ou Lépiote helvéolée est une espèce de champignons (Fungi) de la famille des Agaricaceae et du genre Lepiota. Il s'agit d'un petit champignon jamais plus haut que 7 cm, fortement toxique et dans de rares cas, mortel. Sa taille et sa couleur rougissante permettent de le discriminer des Lépiotes comestibles, mais il peut ressembler au Marasme des Oréades dont le pied n'est jamais charnu. Il pousse dans les prés maigres à l'orée des bois en situation thermophile et plutôt en climat méditerranéen.

## Description

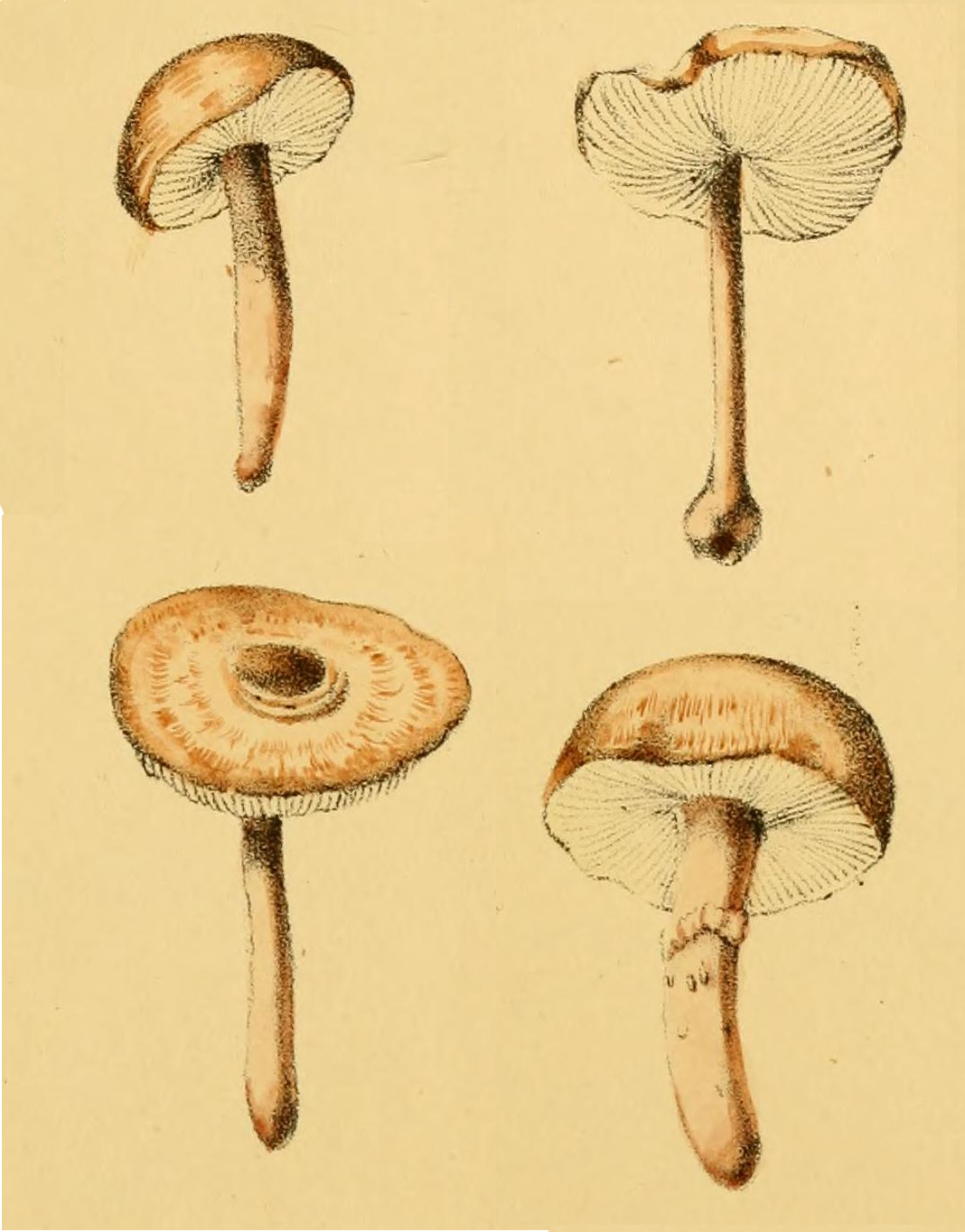
Lepiota helveola (Illust by Charles Ménier, 1892)

Lepiota helveola produit un sporophore au chapeau, d'un diamètre mesurant de 1,5 à 3 cm de diamètre, peu charnu, convexe puis étalé. Il est orné d'une calotte étoilée brun chocolat à brun rouge brique et de fine squamules saumonée sur un fond crème. Son pied, mesurant en moyenne 7 cm de long pour 1 cm de diamètre, est grêle, fistuleux, fibrilleux et d'une couleur identique à celle du chapeau. Il porte un anneau fugace souvent furfuracé. Ses lames blanches, blanc crème voire saumonées, sont libres, serrées, ventrues et inodores à légèrement aigrelettes. Sa chair blanche rosie légèrement, puis rougit à la dessiccation. Les spores ovales à pruniformes, mesurent 8 par 5 µm. La sporée est blanche,,.
Lepiota helveola est proche d'autres petites Lépiotes telles que Lepiota brunneoincarnata, la Lépiote brun rose, Lepiota brunneolilacea, la Lépiote brun lilas, Lepiota cristata, la Lépiote crêtée, Lepiota josserandii, la Lépiote de Josserand.

## Écologie et répartition

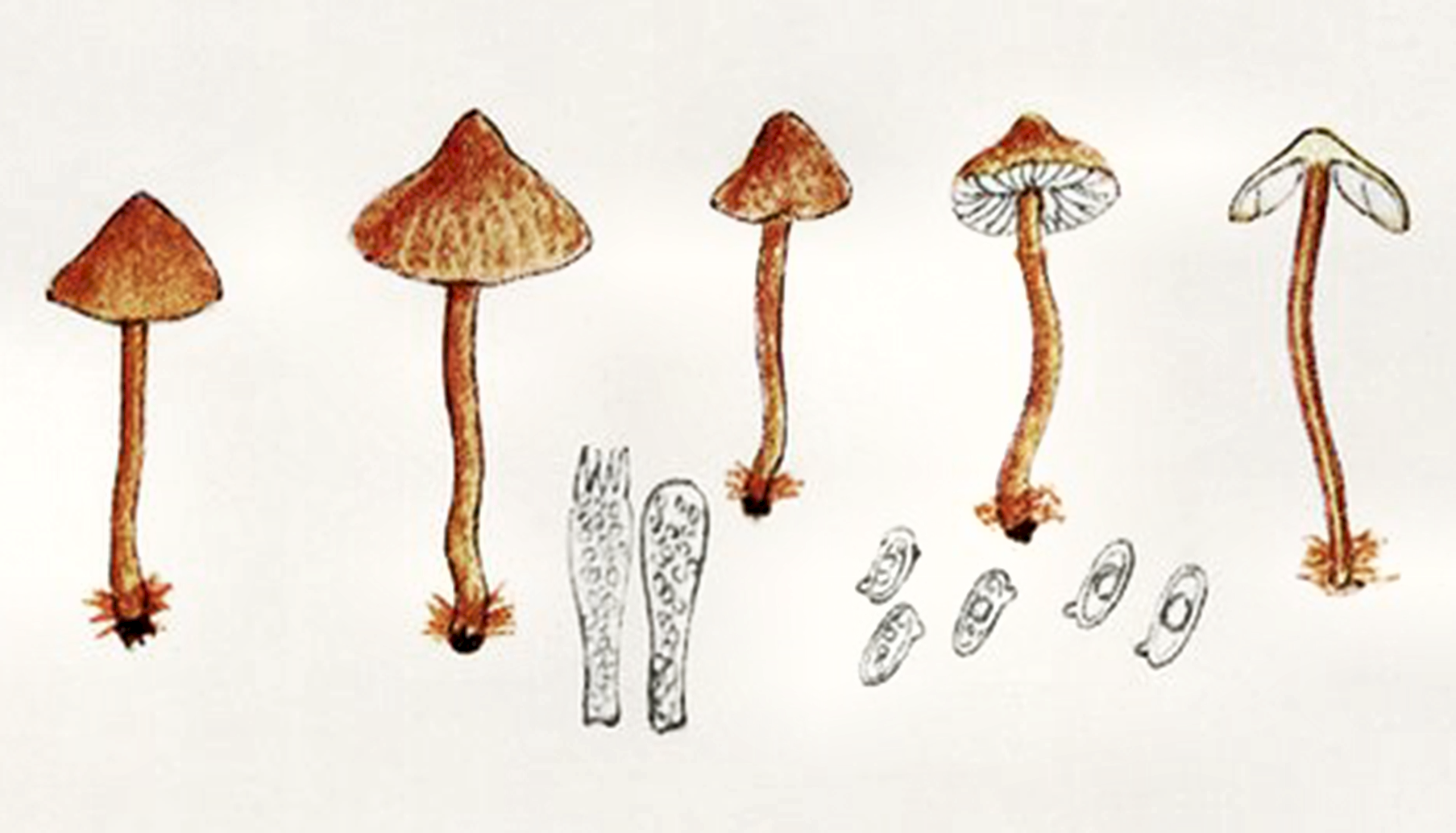
Lepiota helveola : illustration originale de Bresadola (1881).

Lepiota helveola est une espèce thermophile qui pousse en solitaire ou dispersée plutôt en climat méditerranéen.Elle apprécie les prés maigres proches des bois ou des forêts, ou encore les taillis. Elle est saprotrophe, c'est-à-dire qu'elle se nourrit de matière organique en décomposition. La toxicité de cette espèce lui permet de lutter contre le parasitisme des larves de Diptères,.
Cette espèce est présente en Algérie, au Maroc, en Espagne, au Portugal, en France (dont la Corse), en Belgique, en Allemagne, en Italie (dont la Sicile et la Sardaigne), en Ukraine, en Moldavie et en Turquie. Elle est également répertoriée en Amérique du Nord, principalement à l'Ouest des USA, rarement au Québec.

## Toxicité
Pour un article plus général, voir Amatoxine.

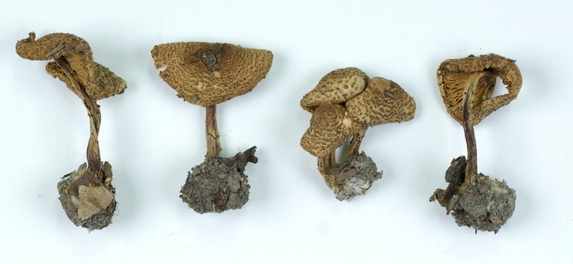
Lepiota helveola : exsiccata récolté en Allemagne.

Lepiota helveola est particulièrement toxique et parfois mortelle. Comme de nombreuses petites Lépiotes rougissantes, elle contient des cyclopeptides : les amatoxines. À poids égal, Lepiota helveola serait aussi toxique qu'Amanita phalloides. Ses effets sont d'ailleurs de type phalloïdien avec manifestations tardives de vertiges et de problèmes respiratoires puis de gastro-entérite aiguë. Après une rémission apparente, les cellules du foie se détruisent. 
Charles Ménier rapporte, en 1892, que des cueilleurs Vendéens de Coulemelles ont ramassé une centaine de petits champignon qu'ils ont pris pour des mousserons, les Marasme des Oréades. Leur consommation se traduira par le décès d'un enfant de 5 ans, les effets sérieux s'étant fait sentir 3 jours plus tard ; des crises de vomissements et de diarrhée durant une semaine pour un homme de 33 ans et durant une journée pour une femme de 30 ans. Un autre cas est celui d'une femme de 27 ans qui a dû subir une greffe de foie au CHU de Rennes en 1994. En 1990, en Turquie, ce sont 11 personnes qui sont mortes en deux intoxications.